# Élections générales néo-brunswickoises de 1870
Les élections générales néo-brunswickoise de 1870 ont été tenues en juin et juillet 1870 afin d'élire les 43 membres de la 22e législature de l'Assemblée législative du Nouveau-Brunswick,  l'unique chambre du système parlementaire de la province du Nouveau-Brunswick (Canada).
Le scrutin s'est déroulé avant la création des partis politiques canadiens. Ce fut le premier organisé dans la province depuis la  qu'elle a rejoint de la Confédération canadienne, en 1867.
Les élections ont été marquées par des tensions entre protestants et catholiques au sujet d'un projet de loi visant à mettre fin au financement public des écoles religieuses séparées.
La mouvance gouvernementale, une large coalition de conservateurs et de libéraux, était emmenée par George Edwin King, quelques semaines après qu'il remplaçât le premier ministre démissionnaire, Andrew Rainsford Wetmore. Le gouvernement de King a été réélu. Trois jours après le début de la législature, le gouvernement démissionne et un autre est formé, emmené par George Luther Hathaway, un député d'opposition, avec King pour procureur général (ministre de la justice) et supporté par 24 des 41 députés, 16 formant l'opposition officielle et le dernier est resté neutre[réf. souhaitée].